# Kebur Zabagna
Kebur Zabagna o Zebenya (in amarico:ክቡር ዘበኛ, kəbur zãbãňňya, let. "Guardia onorabile") era la Guardia imperiale etiope. Conosciuta anche come 1ª Divisione, questa unità serviva il duplice fine di fornire sicurezza all'imperatore d'Etiopia, e di essere una Divisione di fanteria d'elite. Non era, però, parte della struttura organizzativa dell'esercito regolare etiope in quanto faceva parte della Zebagna, la Guardia di Addis Abeba. La Kebur Zabagna era situata ad Addis Abeba.

## Descrizione
Richard Pankhurst risale la formazione della Guardia Imperiale (precedentemente conosciuta come Mehal Sefari) al 1917, quando il reggente Ras Tafari (più tardi imperatore Hailé Selassié) mise insieme un'unità sotto il suo diretto controllo da uomini che avevano addestrato l'esercito britannico in Kenya così come alcuni che avevano servito sotto gli italiani a Tripoli. Nel 1930, come Negus, invitò una missione militare belga ad addestrare e modernizzare l'esercito etiope, che includeva la Kebur Zabagna. L'unità venne organizzata in tre battaglioni di fanteria regolare addestrata armata di fucili, mitragliatrici e mortai; un battaglione era composto di uomini della precedente Mahal Sefari. La Kebur Zabagna ha ebbe anche una compagnia di mitragliatrici pesanti. Venne comandata dai graduati etiopi di Saint Cyr, l'accademia militare francese, al momento dell'invasione italiana dell'Etiopia. Come unità, la Guardia Imperiale partecipò solo alla Battaglia di Mai Ceu (31 marzo 1936), ma in seguito molti dei suoi membri si unirono ai vari gruppi della resistenza etiope.
Dopo il ritorno dell'imperatore Haile Selassie in Etiopia, la Kebur Zabagna venne ricostituita, e una missione militare svedese l'aiutò nel suo addestramento. Gli uomini del Battaglione Kagnew, che combatté nella guerra di Corea, erano tratti dalla Guardia Imperiale.
"Rimase la forza d'elite dell'Impero", osserva lo storico Bahru Zewde, "fino allo screditamento sulla scia del tentato golpe del 1960". Quel colpo di stato fallito era stato progettato dal suo comandante, il generale di brigata Menghistu Neway, e da suo fratello Germamè Neway. Nel 1961 contava nove battaglioni; nel 1969 circa 7.000 uomini. Nel 1974 il comandante era il maggior generale Tafessa Lemma. La Kebur Zabagna venne sciolta dopo che il Derg consolidò la sua presa sull'Etiopia.
La prima banda militare permanente del paese ad essere costituita nel 1929, la Banda della Guardia Imperiale, sotto la direzione del direttore d'orchestra svizzero Andre Nicod. Tra i membri notevoli della banda della Guardia Imperiale c'erano Tilahun Gessesse e Mahmoud Ahmed. È stata notevole per la sua attuazione di convenzioni musicali militari in stile occidentale prima di qualsiasi nazione africana.
Durante la guerra di Corea erano armati con armi americane che includevano il M1 Garand .30-06, il M1 Carbine .30 Carbine e alcuni avevano pistole M1911 .45 ACP.